# Albanofobia
La albanofobia o antialbanismo es toda discriminación o prejuicio hacia los albaneses como grupo étnico, que se desprende en países con gran población albanesa inmigrante, sobre todo de Grecia, Turquía e Italia, y también en países con históricas minorías albanesas como Macedonia del Norte, Montenegro y Serbia.
El término similar antialbanismo se utiliza con la misma denotación en muchas fuentes de manera similar como la albanofobia, aunque sus semejanzas y/o diferencias no están claramente definidos. Por su parte, el sentimiento opuesto es la albanofilia.

## Orígenes y formas del término
El término "albanofobia" fue acuñado por Anna Triandafyllidou en un análisis de informe denominado Racismo y la diversidad cultural en los medios de comunicación de masas, publicado en 2002. A pesar de que el primer uso registrado del término viene de 1982 en The South Slav journal, Volume 8 por el autor albanés Arshi Pipa. El informe de Triandafyllidou representaba a los inmigrantes albaneses en Grecia y fue seguido por otros investigadores como Karyotis en Grecia y Mai en Italia. La forma con guion "Albano-fobia" se utiliza en algunas referencias (incluyendo Triandafyllidou), al parecer con el mismo significado.
Los estereotipos albaneses que se formaron en medio de la creación del Estado albanés independiente y los estereotipos que se formaron como resultado de las inmigraciones masivas de Albania y Kosovo durante los años 1980 y 1990 aunque pueden diferir entre sí, aún se consideran albanofobia y antialbanismo por muchos autores como Triandafyllidou, Banac, Karyotis.
La albanofobia abarca una gama más amplia de conceptos que podrían ser más o menos agrupados en dos categorías principales:
- Albanofobia xenófoba - en referencia a los estereotipos en los países con un número considerable de inmigrantes albaneses como Grecia, Turquía, Italia, Suiza y Francia.

- Albanofobia nacionalista - en referencia a los estereotipos en los países con disputas activas con la etnia albanesa en la región, frecuentemente en países ex-yugoslavos (Macedonia del Norte, Serbia, Montenegro). Este segundo tipo suele asociarse con el término antialbanismo.

## Grecia
El estereotipo en Grecia de los albaneses como criminales y degenerados ha sido objeto de estudio de la Federación Internacional de Helsinki para los Derechos Humanos y por el Observatorio Europeo del Racismo y la Xenofobia. Se considera que los prejuicios y los malos tratos a los albaneses están aún presentes en Grecia. De acuerdo con un comunicado de la Federación Internacional de Helsinki para los Derechos Humanos, los albaneses son el grupo étnico con más probabilidades de ser asesinado por agentes del orden en Grecia (28 de mayo de 2002, 153). Además, el Observatorio Europeo del Racismo y la Xenofobia (EUMC) distingue a los albaneses étnicos como los principales objetos de racismo. Por otra parte, el Observatorio aseguró que los inmigrantes albaneses indocumentados "experimentan una grave discriminación laboral, en particular con respecto al pago de salarios y contribuciones a la seguridad social".
Las negativas representaciones de los albaneses y la criminalidad de Albania (principalmente por la mafia albanesa) en los medios griegos es, en gran parte, responsable de la construcción social de los estereotipos negativos, en contraste con la creencia común de que la sociedad griega no es ni xenófoba ni racista.
Durante un desfile militar oficial en Atenas, los soldados griegos cantaban "Son de Skopie, son albaneses, vamos a hacernos ropa nueva con su piel".

## Italia
La albanofobia en Italia está relacionada principalmente con los inmigrantes albaneses que son vistos estereotipados como criminales y traficantes de drogas. Los medios italianos ofrecen una gran cantidad de espacio y atención a los delitos cometidos por personas de etnia albanesa, incluso los que son presuntamente cometidos por ellos.

## Macedonia del Norte
Las tensiones étnicas fermentaron en Macedonia del Norte desde el final del conflicto armado en 2001, cuando el Ejército de Liberación Nacional de etnia albanesa atacó a las fuerzas de seguridad de Macedonia, con el objetivo de garantizar mayores derechos y autonomía para la minoría étnica albanesa.

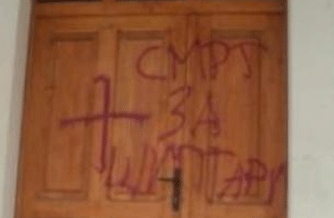
Inscripciones ofensivas antialbanesas en una mezquita macedonia, en la que se puede leer "Muerte a los Shqiptars"

La Academia de las Artes y de las Ciencias de Macedonia fue acusada de albanofobia en 2009 después de que se publicara su primera enciclopedia en la que se afirmaba que el endónimo albanés, Shqiptar, significa «tierras altas» y se utiliza por otros pueblos de los Balcanes para referirse a los albaneses, pero si se utiliza en las lenguas eslavas meridionales el endónimo es considerado peyorativo por la comunidad albanesa. La enciclopedia también afirmó que los albaneses de la región se establecieron en el siglo XVI. La distribución de la enciclopedia cesó tras una serie de protestas públicas.
El 20 de enero de 2012, los seguidores del equipo nacional de balonmano de Macedonia después de ganar contra la República Checa en el Europeo de Serbia comenzaron a corear consignas antialbanesas a la que incluso los jugadores macedonios se unieron. Esta tendencia continuó durante el partido contra Dinamarca el 22 de enero de 2012.
El 10 de marzo de 2012 un video subido en YouTube por un grupo religioso macedonio conocido como "Organización Cristiana" quemó la bandera albanesa y llamó a los cristianos a unirse en contra de los albaneses con el único objetivo de acabar con ellos. El partido político nacionalista albanés Alianza Roja y Negra (Aleanca Kuq e Zi) condenó el acto y declaró que con este tipo de comportamiento Macedonia se perjudicaba a sí misma y el partido también pidió al gobierno macedonio distanciarse de estas personas.
El 12 de abril de 2012, cinco civiles macedonios étnicos fueron asesinados a tiros al parecer por un grupo de etnia albanesa en un ataque conocido como los asesinatos del lago Smilkovci. El 16 de abril de 2012, a raíz del ataque, se celebró una protesta antialbanesa en Skopie por manifestantes de etnia macedonia en la que cantaron graves proclamas antialbanesas. El 28 de febrero de 2013 diez adolescentes albaneses en Skopie fueron atacados y golpeados por un grupo enmascarado armado con cuchillos y objetos contundentes. Tres de las víctimas fueron fuertemente heridos y necesitaron atención médica urgente. Según las víctimas la policía llegó 40 minutos después del incidente.
El 1 de marzo de 2013 una banda macedonia protestó en Skopie contra la decisión de nombrar a Talat Xhaferi, un político de etnia albanesa, Ministro de Defensa. La protesta alcanzó tintes violentos cuando la multitud comenzó a lanzar piedras y atacando a transeúntes albaneses y policías por igual. La policía informó de tres civiles heridos, cinco policías heridos y muchos daños a la propiedad privada. El hospital de la ciudad informó del tratamiento de cinco hombres albaneses gravemente heridos, dos de ellos en la unidad de cuidados intensivos. Durante esta protesta, la multitud quemó la bandera albanesa.
El 3 de marzo de 2013 una joven de etnia albanesa en Escopia fue atacada por dos hombres enmascarados macedonios, la golpearon con un bate de béisbol e hirieron su rostro con un cuchillo. En la misma semana, un niño de 13 años de edad de etnia albanesa fue atacado por una banda de asaltantes enmascarados macedonios. La pandilla atacó al niño después de que él se negase a besar una cruz cristiana, ya que profesaba la fe islámica.

## Serbia
Los orígenes de la propaganda antialbanesa en Serbia comenzaron a finales del siglo XIX y la razón de esto fue las afirmaciones hechas por el estado serbio en los territorios que estaban a punto de ser controlados por los albaneses tras el colapso del Imperio otomano. En vísperas de la Primera Guerra de los Balcanes de 1912, medios de comunicación serbios implementaron una fuerte campaña antialbanesa.
En 1937 la Academia de las Artes y de las Ciencias de Serbia, y más concretamente el conocido erudito serbio y figura política Vaso Čubrilović (1897-1990) escribió un memorando titulado "La expulsión de los albaneses", que se ocupaba de los métodos que se deben utilizar para expulsar a los albaneses. En su manifiesto incluía la creación de una "psicosis", sobornando a los clérigos para animar a los albaneses a abandonar el país, hacer cumplir la ley de forma estricta, arrasar en secreto aldeas albanesas, recolección despiadada de impuestos y el pago de todos los bienes privados y deudas públicas a albaneses, la requisa de todas las tierras públicas y municipales, la demolición de cementerios albaneses y muchos otros métodos.
Al final de la década de 1980 y comienzo de la década de 1990, en algunas ocasiones las actividades llevadas a cabo por funcionarios serbios de Kosovo han sido marcados como albanófobas. Los medios de comunicación serbios durante la época de Slobodan Milošević fueron conocido por abrazar el nacionalismo serbio, mientras que promocionaron la xenofobia hacia el resto de grupos étnicos en Yugoslavia. Los albaneses étnicos se caracterizaban, comúnmente, en los medios de comunicación como contrarrevolucionarios antiyugoslavos, violadores y una amenaza a la nación serbia. Durante la guerra de Kosovo, las fuerzas serbias continuamente discriminaron a los albaneses de Kosovo:

En todo Kosovo, las fuerzas de la República Federal de Yugoslavia y de Serbia han acosado, humillado y degradado a civiles albaneses de Kosovo a través del abuso físico y verbal. Policías, soldados y oficiales del ejército persistentemente han sometido a los albaneses de Kosovo a insultos, comentarios racistas, actos degradantes, palizas y otras formas de malos tratos físicos sobre la base de su identificación racial, religiosa y política.
Acusación de crímenes de guerra contra Milošević y otros

Una encuesta realizada en Serbia mostró que al 40% de la población serbia no le gustaría que los albaneses viviesen en Serbia, mientras que un 70% no contraería matrimonio con una persona albanesa.
En 2012, Vuk Jeremić, un político serbio hizo comentarios en Twitter sobre los aciertos y errores de la disputa de Kosovo y comparó a los albaneses con los "orcos malvados" de la película El Hobbit.Durante 2017, en medio de un contexto de tensión política entre Serbia y Kosovo, los medios de comunicación serbios se involucraron en el belicismo y el sentimiento anti-albanés al usar insultos étnicos como "Šiptar" en su cobertura. En 2018, el Tribunal Supremo de Belgrado reconoció que la palabra "Šiptar" era racista y discriminatoria hacia los albaneses. Según el tribunal, "Šiptar" es un término que define a los albaneses como racialmente inferiores a los serbios. Sin embargo, algunos políticos serbios todavía afirman que la palabra es solo una palabra albanesa para referirse a los albaneses.